# 古川馬車鉄道
古川馬車鉄道（ふるかわばしゃてつどう）は日本鉄道（現在の東北本線）小牛田停車場から古川を結んだ馬車軌道およびその運営会社である。陸羽線（現在の陸羽東線）の開通にともない廃止された。

## 路線データ
- 路線距離：古川 - 小牛田駅 10.2km
- 軌間：737mm = 2ft5in[1]
- 複線区間：なし（全線単線）
- 電化区間：なし（全線非電化）
- 動力：馬力

## 駅一覧
小牛田駅 - 山神前 - 横埣（よこぞね） - 中組 - 二股 - 鶴ヶ埣（つるがぞね） - 李埣（すもぞね） - 古川
- 山神前は文献により山神囲、山神もある。
- 交換設備は横埣と鶴ヶ埣にあった。

## 歴史
日本鉄道（現在の東北本線）が1890年（明治23年）4月16日に一ノ関まで延伸開業したが、奥州街道の宿場町であった古川を通過せず鉄道の恩恵にあずからなかった。
そこで1900年（明治33年）5月になり、古川や小牛田の地元の資本家が中心に馬車会社を設立。9月より工事に着手した。軌道工事も進み建物も完成したので、12月8日を開業日として新聞にも掲載されたが都合により延期され、12月28日にようやく開通の運びとなった。
その後の業績は好調で株価も高騰した。また大株主であり鎌田醤油店を経営していた鎌田常之助は店から横埣まで私設軌道を敷設して商品の醤油を全国に出荷していたという。
1913年（大正2年）4月20日に陸羽線が開通すると、会社では4月22日臨時株主総会を開き月末限りで解散を決議。5月10日に県に解散の届け出を提出した。そして道路復旧工事にとりかかり7月20日に完成し、県は7月24日道路復旧を認定した。不要になった軌条と車両は秋保石材軌道に売却したという。
- 1900年2月8日 - 小牛田停車場-古川町間の鉄道敷設及運輸営業の特許[3]。
- 1900年5月 - 古川馬車鉄道株式会社設立[4]。古川に本社、小牛田に支店を置く。
- 1900年12月28日 - 開業[2]。
- 1913年4月23日 - 陸羽線の開通により廃止。

## 運行状況
客車は20人乗り1頭引きで開業当初1日8往復し、その後18往復になった。所要時間は小牛田行き平均1時間21分。古川行きは平均1時間31分。

## 輸送・収支実績
| 年度 | 輸送人員（人） | 貨物量（トン） | 営業収入（円） | 営業費（円） | 営業益金（円） | その他益金（円） | 客車 | 貨車 |
| ---- | -------------- | -------------- | -------------- | ------------ | -------------- | ---------------- | ---- | ---- |
| 1908 | 64,071         | 7,766          | 12,228         | 8,533        | 3,695          | 179              | 12   | 11   |
| 1909 | 63,048         | 11,520         | 11,880         | 7,920        | 3,960          | 259              | 12   | 11   |
| 1910 | 52,718         | 8,508          | 10,221         | 7,735        | 2,486          | 利子273          | 12   | 6    |
| 1911 | 66,777         | 5,840          | 12,350         | 7,451        | 4,899          | 利子285          | 12   | 8    |
| 1912 | 77,582         | 8,456          | 16,414         | 8,997        | 7,417          | 利子440          | 12   | 8    |
| 1913 | 21,903         | 1,792          | 4,750          | 3,188        | 1,562          | 利子187          |      |      |

- 鉃道院年報各年度版